# 3949 Мах
3949 Мах (3949 Mach) — астероїд головного поясу, відкритий 20 жовтня 1985 року.
Тіссеранів параметр щодо Юпітера — 3,656.